# Laura Gemser
Laurette Marcia (Laura) Gemser (Soerabaja, 5 oktober 1950) is een Nederlands actrice van Indisch-Nederlandse komaf. Ze is vooral bekend van haar samenwerking met regisseurs Joe D'Amato en Bruno Mattei. Ze treedt soms ook op onder de artiestennaam Moira Chen, zoals in de film Love Is Forever (1983).

## Biografie
Gemser verliet in 1955 op 4-jarige leeftijd Indonesië, en verhuisde met haar ouders naar Nederland. Ze groeide op in Utrecht, waar ze de Mulo-middelbare school volgde aan de plaatselijke Regentesseschool. Daarna ging ze naar de academie Artibus in Utrecht om een opleiding te volgen tot modeontwerpster. In 1975 verhuisde ze naar Italië; ze heeft ook het Italiaanse burgerschap.
Na in verschillende tijdschriften te hebben gestaan als model, ging Gemser acteren in verschillende licht-erotische films. Ze brak internationaal door in een reeks Black Emanuelle-films in de jaren 70. In 1977 speelde samen met Bud Spencer en Terence Hill in de film Crime Busters.
Haar bekendste rol was die van de vluchtelinge Keo Sirisomphone in Michael Landons televisiefilm Love Is Forever, uit 1983.
In 2011 heeft Lieven Tavernier op zijn cd Witzand een lied gezongen over Laura Gemser.

## Filmografie

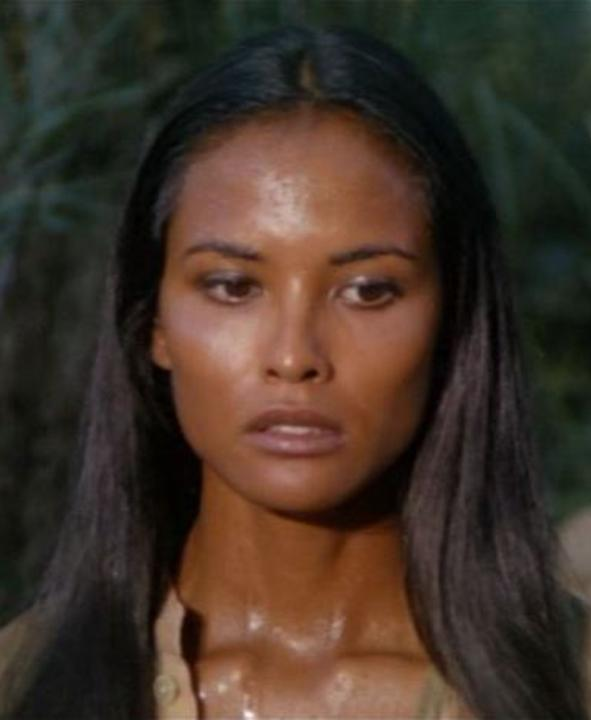
Laura Gemser in 1977

- Amore libero - Free Love (1974) aka The Real Emanuelle ... als Janine (vermeld als Emanuelle)
- Black Emanuelle (1975) ... als Mae Jordan / Emanuelle (vermeld als Emanuelle)
- Emmanuelle 2 (1975) ... als Masseuse
- Emanuelle nera orient reportage (Emanuelle in Bangkok) (1976) ... als Emanuelle
- La Spiaggia del Desiderio (Emmanuelle on Taboo Island; Emanuelle on Taboo Island) (1976) ... als Haydee
- Eva nera (1976) aka Black Cobra ... als Eva
- Black Emmanuelle, White Emmanuelle (Velluto Nero) aka Smooth Velvet, Raw Silk (1976) ... als Laura
- Voyage of the Damned (1976) .... als Estedes' vriendin (onvermeld)
- Voto di castità (Vow of Chastity) (1976) ... als Julietta
- Emanuelle in America (1977) ... als Emanuelle
- Two Supercops (1977) aka Twee door 't Dolle Heen; Crime Busters ... als Susy Lee
- Suor Emanuelle (Sister Emanuelle) (1977) ... als Emanuelle
- Emanuelle around the World (1977) ... als Emanuelle
- Emanuelle and the Last Cannibals (1977) ... als Emanuelle
- Exit 7 (1978) ... als Stewardess
- La Via della prostituzione (Emanuelle and the White Slave Trade) (1978) ... als Emanuelle
- Woman from the Torrid Land (1978) ... als De Vrouw
- Voglia di donna (1978) ... als Afrikaanse prinses
- Emanuelle and the Erotic Nights  (1978) ... als Emanuelle (gastvrouw) (documentaire)
- El Periscopio (1979) aka Malizia erotica; ...And Give Us Our Daily Sex (Italy) ... als Amiga de Verónica
- Collections Privées aka Private Collections (1979) ... als Malinka (segment "L'île aux sirènes")
- I Mavri Emmanouella (Emanuelle's Daughter) (1980) ... als Black Emmanouella/Emanuelle Brindisi
- Porno Esotic Love (1980) als Eva
- International Prostitution (International Prostitution: Brigade criminelle) (1980) ... als Tazzi
- Erotic Nights of the Living Dead (Le notti erotiche dei morti viventi) (1980) ... als Luna
- Love Camp (1981), aka Death-Goddess of the Love Camp, en Divine Emanuelle ... als The Divine One
- The Bushido Blade (1981) ... als Tomoe
- Murder Obsession (Follia Omicida) (1981) ... als Beryl Fisher
- Caligola: la Storia mai raccontata aka (Caligula II: The Untold Story) (1982) ... als Miriam
- Messo Comunale Praticamente Spione (Emanuelle in the Country) (1982) ... als Dr. Selenia Anselmi
- La Belva dalla calda pelle aka Emanuelle, Queen of the Desert (1982) ... als Emanuelle
- Violenza in un carcere femminile aka Violence in a Womens Prison, Emanuelle Reports from a Women's Prison (1982) ... als Emanuelle/Laura Kendall
- Horror Safari aka Invaders of the Lost Gold (1982) ... als Maria
- Endgame - Bronx Lotta Finale (1983) ... als Lilith
- Déchaînement pervers de Manuela (1983) ... als Manuela/Emanuelle
- Emanuelle Escapes from Hell aka Emanuelle fuga dall'inferno; Women's Prison Massacre (1983) ... als Emanuelle
- Love Is Forever aka Comeback (1983) ... als Keo Sirisomphone (op aftiteling vermeld als Moira Chen)
- L'Alcova (The Alcove) (1984) ... als Zerbal
- Il Piacere (The Pleasure) (1985) ... als Haunani
- Voglia di guardare aka Christina (1986) ... als Josephine
- Riflessi di luce akak Reflections of Light (1988) ... als Diana
- Top Model aka Eleven Days, Eleven Nights, Part 2: The Sequel (1988) ... als Dorothy/Eve
- Undici giorni, undici notti 2 (1990) (Eleven Days, Eleven Nights 2) ... als Jackie Forrest
- Quest for the Mighty Sword ... als Grimilde
- Metamorphosis (1990) ... als Prostituee
- Una Tenera storia aka Love Project (1992) ... als Karen's secretaresse (onvermeld)
- Joe D'Amato Totally Uncut (1999) (documentaire)

## Werk als kostuumontwerpster
- Top Model (1988)
- Amore sporco (1988)
- La Stanza della parole (1990)
- Troll 3 (Contamination .7) (1990)
- La Casa (1990)
- Metamorphosis (1990)
- Troll 2 (1990)
- Hot steps - passi caldi (1990)
- Frankenstein 2000 - Ritorno dalla Morte (1991)
- La Donna di una sera (1991)
- Le Porte del Silenzio (1991)

## Discografie
- Crazy Eyes (And We'll Love Again) / Blue Rainbow (met Orchester Vernon Long) (1980) (single)